# Denis Le Guillou
Pour les articles homonymes, voir Le Guillou.
Denis Le Guillou, né le 30 août 1962, est un cavalier d'endurance et un entrepreneur français originaire de Quéménéven, en Bretagne dans le Finistère. Il est médaille d'argent par équipe aux jeux équestres mondiaux de 2014 avec son cheval Anglo-arabe Otimmins Armor.

## Biographie
Il n'est pas professionnel du monde du cheval, puisque ce chef d'entreprise travaille dans la fabrication de machines agroalimentaires à Quimper.

### Débuts en endurance
Il se met en selle pour la première fois à l'âge de 39 ans, sur les sollicitations de Jeanne-Marie son épouse, et par amour des chevaux. Il prend des cours d'équitation au centre équestre du Vieux Bourg à Châteaulin pendant un an, en 2001, et pense se diriger un temps vers le saut d'obstacles.
En 2004, il rencontre Bernard Blouet, qui devient l'entraîneur de ses chevaux. Cette même année, Denis Le Guillou achète sa première monture de compétition et débute en endurance sur les parcours de 20 et 40 km. Il gravit progressivement les échelons de la discipline et devient vice-champion de France à Corlay, en 2010. Il travaille ses chevaux entre ses autres activités professionnelles, notamment dans les bois du Ménez-Quelc'h.

### Compétitions avec Otimmins Armor
En 2011, Denis Le Guillou achète le cheval Anglo-arabe Otimmins Armor, un hongre gris truité. Son ancienne propriétaire, Laurie Belle, est la responsable du centre équestre « le Magic Poney » à Quimper. Denis et Otimmins disputent trois (CEI**) cette même année. Celui de Compiègne le 29 mai 2011 sur 120 km les voit terminer 11e sur 80, ce que Denis Le Guillou analyse comme « une belle performance ». Le 31 mars 2012, sur le CEI** de 120 km à Fontainebleau, ils terminent 7e sur 90, à quelques minutes du vainqueur, pour une vitesse moyenne supérieure à 20 km/h.
Le 17 mai 2012 Denis Le Guillou et Otimmins participent au championnat de France d'endurance amateur à Castelsagrat. Ils terminent la première boucle en tête et repartent du contrôle vétérinaire en tête sur la dernière. Une cavalière les dépasse avant la ligne d'arrivée, mais elle est éliminée au contrôle vétérinaire, ce qui fait de Denis et Otimmins les champions de France amateur 2012 de la discipline. Selon lui, la grande force d'Otimmins réside dans sa très bonne capacité de récupération : « Otimmins est très agréable sous la selle, toujours très calme. Par contre il peut avoir tendance à vouloir un peu trop se préserver [...] C’est un défaut, mais c’est aussi son point fort, car il a un métabolisme exceptionnel et une récupération extrêmement rapide ».

## Jeux équestres mondiaux de 2014
Denis Le Guillou est retenu dans la sélection française des jeux équestres mondiaux de 2014 avec Otimmins, et ce alors qu'il est toujours un cavalier amateur dans cette discipline. Il maintient son cheval en forme pendant les jours qui précèdent la compétition en le détendant sur la plage de la baie du Mont Saint-Michel, avec l'équipe de France. L'équipe vise une médaille collective.
Placé 48e à l'issue de la première boucle, il remonte à la 33e après le contrôle de la seconde boucle. Placé à la 16e place vers 14h30 à mi-parcours, il termine finalement l'épreuve à la 13e place vers 20h, contribuant ainsi à la médaille d'argent française par équipe.

## Championnat de France d'endurance
Denis Le Guillou est aussi champion de France de sa discipline en 2015, grâce à sa victoire le 17 mai à Argentan, sur 130 km, toujours avec Otimmins Armor, alors âgé de 13 ans